# Bridget Neval
Bridget Neval (* 13 februari 1985) is een Australisch actrice, die op dertienjarige leeftijd van Canada naar Australië verhuisde met haar Canadese vader en Australische moeder.
Neval speelde de rol van Lana Crawford in Neighbours. In deze Australische soapserie was ze de eerste in de looptijd van de soap die een lesbische rol vertolkte. Ze speelde tevens Elizabeth in de kinderserie Wicked Science (2003- ). De eerste serie van Wicked Science is gemaakt in 2003 en de tweede in 2004-2005. Hiervan zijn er uiteindelijk 26 gemaakt.
Verder had ze een rol in de korte film "Ken's Bad Day" en speelde Reine Davidson in de Canadese/Australische coproductie Guinevere Jones.